# Askersunds landskyrka

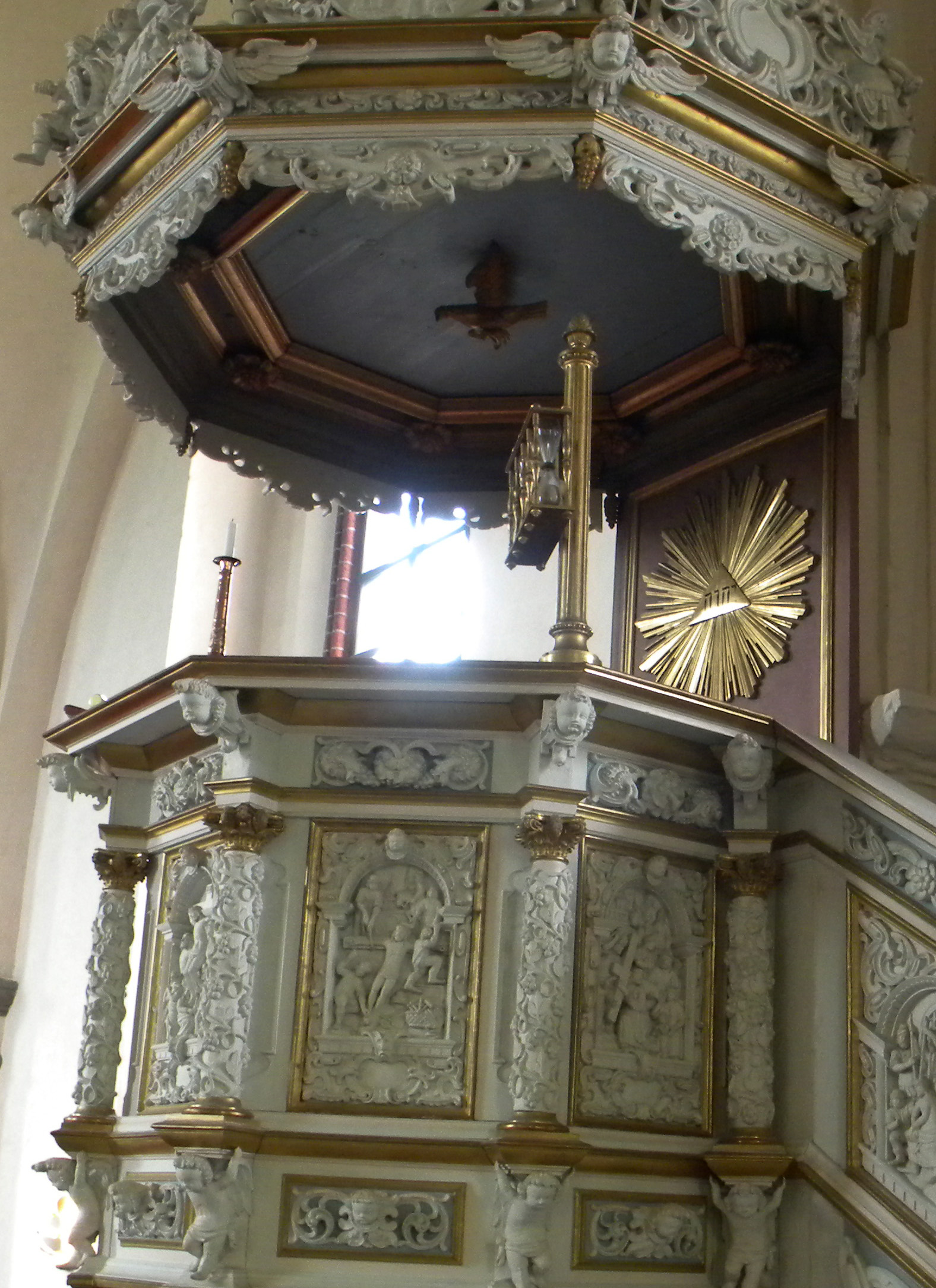
Predikstol från 1600-talet

Askersunds landskyrka är en kyrkobyggnad som tillhör Askersund-Hammars församling i Strängnäs stift. Kyrkan ligger mellan riksväg 50 och sjön Alsen i sydvästra utkanten av Askersund.
Verner von Heidenstam kallade den Landsortens Riddarholmskyrka.
Ett annat namn på kyrkan är ”Norra Vätterns drottning”. Det kommer från Mikael Mogren.

## Kyrkobyggnaden

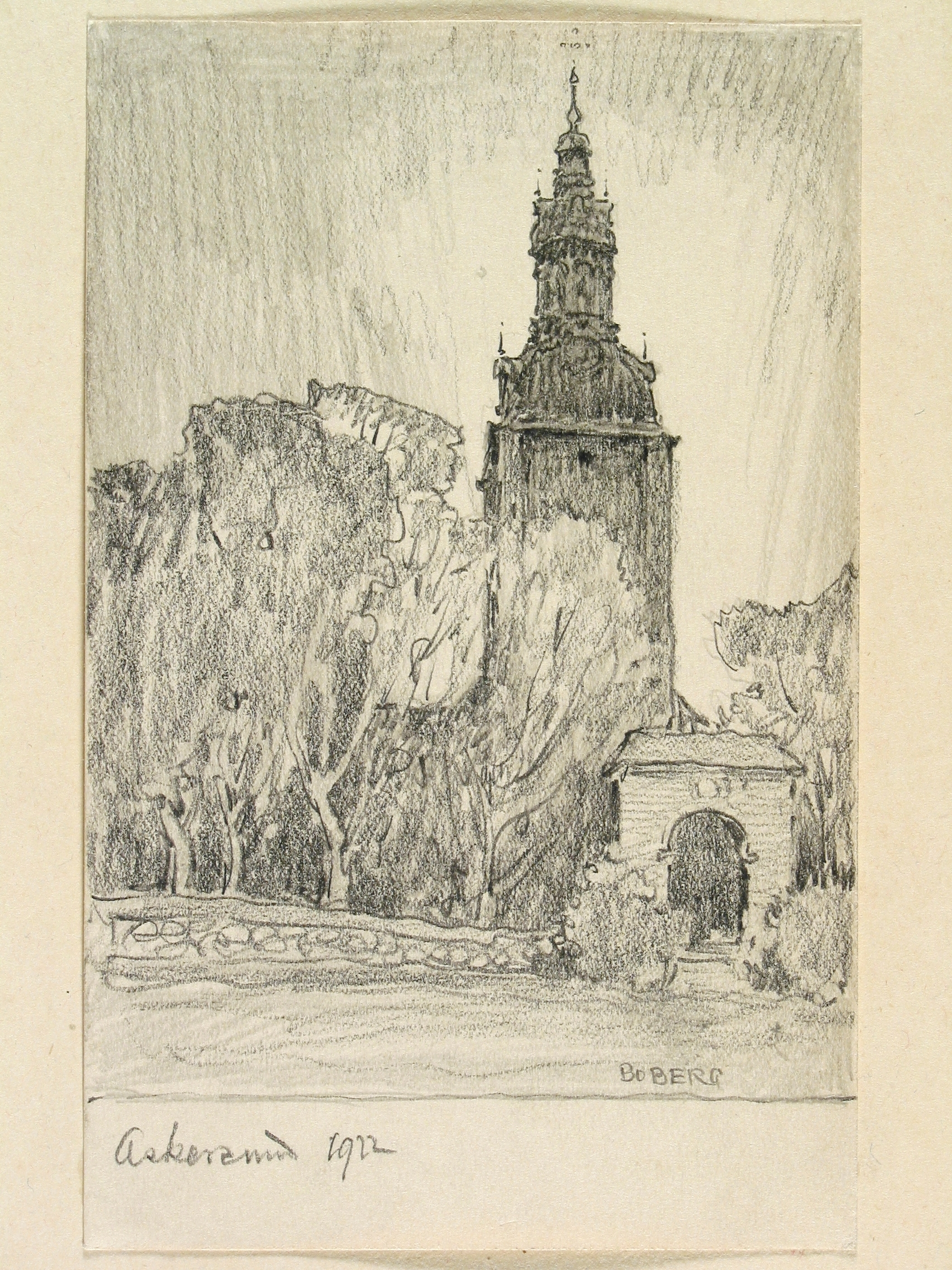
Askersunds landskyrka tecknad av Ferdinand Boberg 1922.

Föregående kyrkobyggnad var en träkyrka uppförd på medeltiden. Kyrkan brann ned 1661 efter att ha antänts av ett blixtnedslag.
Nuvarande kyrka uppfördes 1664–1670 efter ritningar av Jean de la Vallée och Erik Dahlbergh, och invigdes 24 april 1670 av biskop Erik Gabrielsson Emporagrius.
Kyrkan är byggd av tegel och har ett tak täckt med spån.
På kyrkogården ligger  Verner von Heidenstams morföräldrar och kyrkogården förekommer i hans skildringar av barndomen. 

## Inventarier
- Dopfunten av sten har en cuppa från medeltiden som vilar på en nytillverkad sockel.
- Predikstol och altaruppsats i barockstil är gjorda av skulptör Ewerdt Friis på 1660-talet.

### Orgel
- 1790 bygger Pehr Schiörlin, Linköping en orgel med 22 stämmor, fördelad på två manualer och pedal.
- 1843 byggs orgeln om av Erik Adolf Setterquist, Hallsberg.
- Nuvarande orgel är byggd av E. A. Setterquist & Son i Örebro och tillkom vid en renovering 1912. Företaget hade dömt ut den gamla orgeln redan i november 1901 efter en begärd besiktning. Endast fasaden var värd att behålla.[1] Orgelfasaden är från 1790. Orgeln omändrades 1937 av Bo Wedrup, Uppsala. Orgeln är pneumatisk.

| Huvudverk I   | Svällverk II        | Pedal        | Koppel    |
| Principal 16´ | Rörflöjt 8´         | Subbas 16´   | I/P       |
| Borduna 16´   | Salicional 8´       | Principal 8' | II/P      |
| Principal 8´  | Voix Celeste 8´     | Bourdon 8'   | II/I      |
| Borduna 8´    | Principal 4'        | Koralbas 4'  | I 4'/I    |
| Octava 4'     | Flûte octaviante 4' | Basun 16'    | II 16'/II |
| Flöjt 4'      | Nachthorn 2'        |              |           |
| Nasat 2 2/3'  | Larigot 1 1/3'      |              |           |
| Octava 2'     | Scharf III          |              |           |
| Mixtur IV     | Oboe 8'             |              |           |
| Cornett III   |                     |              |           |
| Trumpet 8'    |                     |              |           |

- Kororgeln, som tillkom 1976, är byggd av Gustav Hagström Orgelverkstad i Härnösand. Orgeln är mekanisk.

| Manual           | Pedal      | Koppel  |
| Gedackt 8’ B/D   | Subbas 16' | Man/Ped |
| Rörflöjt 4’ B/D  |            |         |
| Principal 2' B/D |            |         |
| Nasat 1 1/3' B/D |            |         |

### Webbkällor
- Askersunds församling